# E-Day 2011
E-Day 2011 is een muziekalbum uitgebracht ter promotie van het muziekfestival met dezelfde titel.
E-Day 2011 was een muziekfestival, georganiseerd door Groove Unlimited. Het festival, dat op 16 april 2011 in Cultureel Centrum De Enck in Oirschot werd gehouden, was geheel gewijd aan stromingen binnen de elektronische muziek. Hoofdgast van dit festival was Harald Grosskopf, al jaren een bekende binnen de stroming en ooit drummer bij Klaus Schulze. Hij gaf een complete opvoering van zijn eerste studioalbum Synthesist met Axel Heilhecker, Udo Hanten (ooit You) en Jürgen Kleine.
Het album kon van tevoren besteld worden en je kon het dan afhalen tijdens het concert. De oplage van 500 stuks liet nog enkele exemplaren over voor “losse verkoop”. Het album bevat opnamen die nog niet eerder verschenen waren.

## Muziek
| Nr. | Titel                                      | Duur  |
| --- | ------------------------------------------ | ----- |
| 1.  | Bahnhof Zoo (René Splinter)                | 4:29  |
| 2.  | Shadows of ignorance (Remy)                | 16:34 |
| 3.  | Ataraxia I (Erik Wollo)                    | 7:33  |
| 4.  | Ataraxia II (Erik Wollo)                   | 7:38  |
| 5.  | Tunnel vision (René Splinter)              | 9:13  |
| 6.  | E-Day Live I (Harald Grosskopf & Friends)  | 9:13  |
| 7.  | E-Day Live II (Harald Grosskopf & Friends) | 9:14  |
| 8.  | E-Day Live 3 (Harald Grosskopf & Friends)  | 6:36  |
| 9.  | Lemniscate live (René Splinter)            | 8:12  |